# Edwin Jackson (baseball)
Pour les articles homonymes, voir Edwin Jackson et Jackson.
Edwin Jackson, né le 9 septembre 1983 à Neu-Ulm (Bavière) en Allemagne de l'Ouest, est un lanceur droitier des Nationals de Washington de la Ligue majeure de baseball. 
Il compte une sélection au match des étoiles (2009), lance un match sans point ni coup sûr en 2010 et remporte la Série mondiale 2011 avec les Cardinals de Saint-Louis. 
Son cousin Bobby Jackson est un joueur de basket-ball professionnel évoluant dans la NBA.

## Carrière
Edwin Jackson voit le jour en Allemagne de l'Ouest, où est stationné son père, cuisinier dans l'US Army.
Edwin Jackson passe la plus grande partie de son enfance à Columbus (Géorgie). Il porte les couleurs de la Shaw High School de Columbus.

### Dodgers de Los Angeles
Il est repêché en juin 2001 par les Dodgers de Los Angeles au sixième tour de sélection dès la fin de ses études secondaires. 
Edwin Jackson passe deux saisons en Ligues mineures avant de débuter en Ligue majeure le 9 septembre 2003.
Il est alors considéré comme l'un des lanceurs les plus prometteurs des ligues mineures. Au début 2004, quelques mois après son début dans les majeures avec les Dodgers, Jackson est le lanceur le mieux classé du palmarès annuel des 100 meilleurs joueurs d'avenir du baseball professionnel dressé par Baseball America, et apparaît au 4e rang derrière Joe Mauer, B. J. Upton et Delmon Young. 
Il joue trois saisons pour les Dodgers de Los Angeles.

### Rays de Tampa Bay

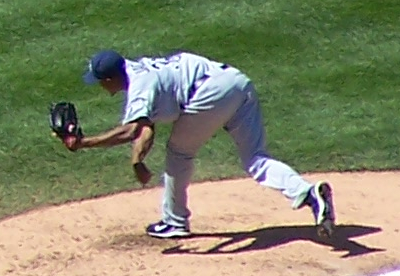
Edwin Jackson en 2008 avec les Rays de Tampa Bay.

Avec Chuck Tiffany, un lanceur gaucher qui ne franchira jamais les ligues mineures, Edwin Jackson est échangé des Dodgers de Los Angeles aux Devil Rays de Tampa Bay le 14 janvier 2006 en retour des lanceurs droitiers Danys Báez et Lance Carter.
Jackson lance deux manches en relève lors de la Série mondiale 2008 opposant les Rays aux Phillies de Philadelphie.

### Tigers de Détroit

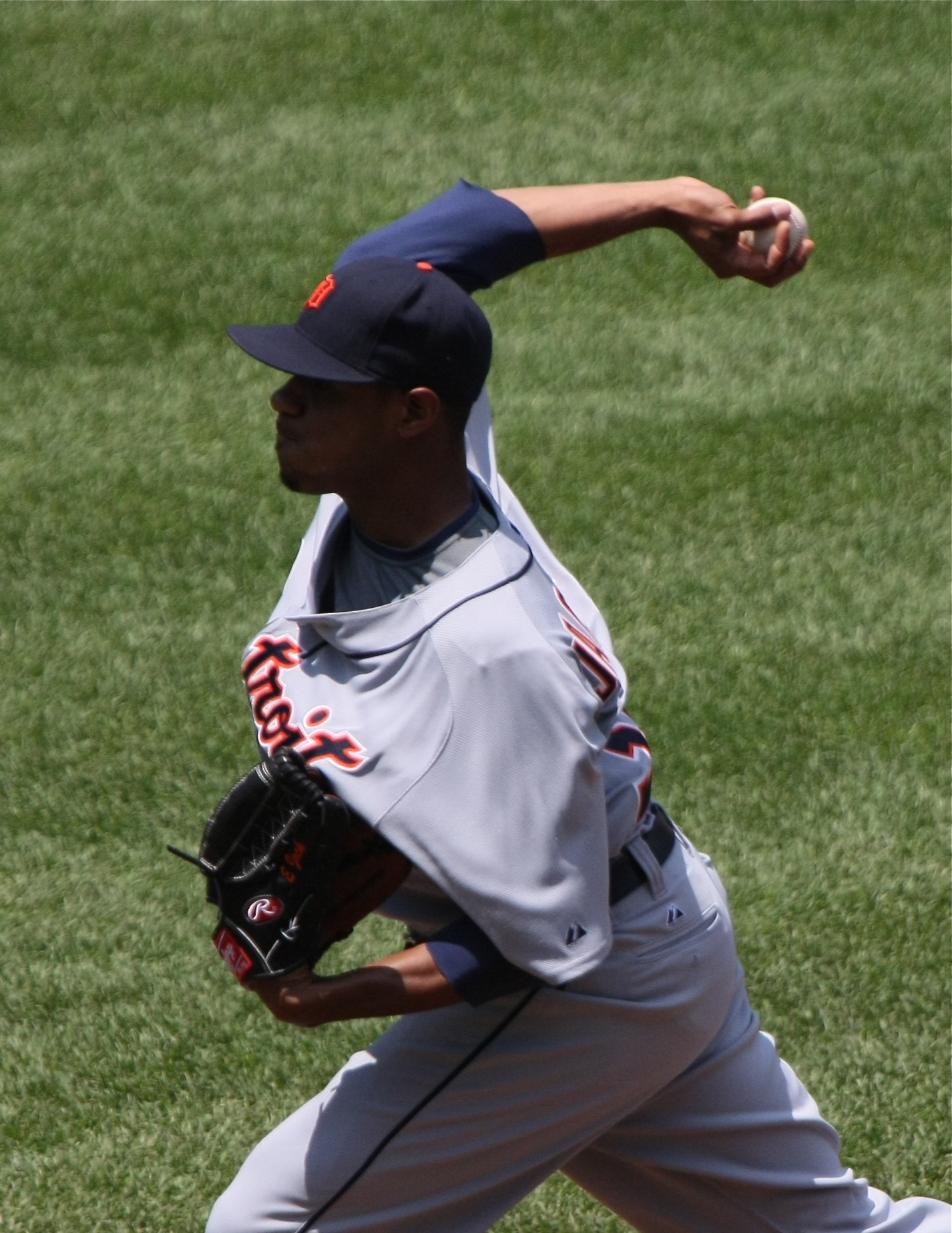
Edwin Jackson en 2009 avec les Tigers de Détroit.

Le 10 décembre 2008, Jackson est échangé de Tampa Bay aux Tigers de Détroit contre le joueur de champ extérieur Matt Joyce.
Jackson honore sa première sélection au match des étoiles en juillet 2009.

### Diamondbacks de l'Arizona
Le 9 décembre 2009, il est échangé aux Diamondbacks de l'Arizona dans un échange à 3 clubs impliquant aussi les Tigers et les Yankees de New York. Il s'engage pour 2 ans et 13,35 millions de dollars avec les D-Backs.

#### Match sans point ni coup sûr
Le 25 juin 2010, Edwin Jackson lance un match sans point ni coup sûr au Tropicana Field de Tampa Bay, dans une victoire de 1-0 des Diamondbacks sur l'ancienne équipe de leur lanceur, les Rays. Jackson accorde huit buts sur balles durant la partie, ce qui est le troisième plus haut total pour un match sans coup sûr en ligues majeures, après les 10 de Jim Maloney en 1965 et les 9 de A. J. Burnett en 2001. Il s'agit du second match sans coup sûr de l'histoire de la franchise de l'Arizona, après le match parfait de Randy Johnson en 2004. 
Ce match sans coup sûr est considéré comme l'une des performances du genre les plus particulières puisque Jackson le complète en 149 lancers, un nombre très élevé, et en plus de ses 8 buts sur balles accordés, commet un mauvais lancer et atteint un frappeur adverse,.

### White Sox de Chicago
Le 30 juillet 2010, Jackson passe aux White Sox de Chicago en retour du lanceur Daniel Hudson et du lanceur des ligues mineures David Holmberg.

### Cardinals de Saint-Louis

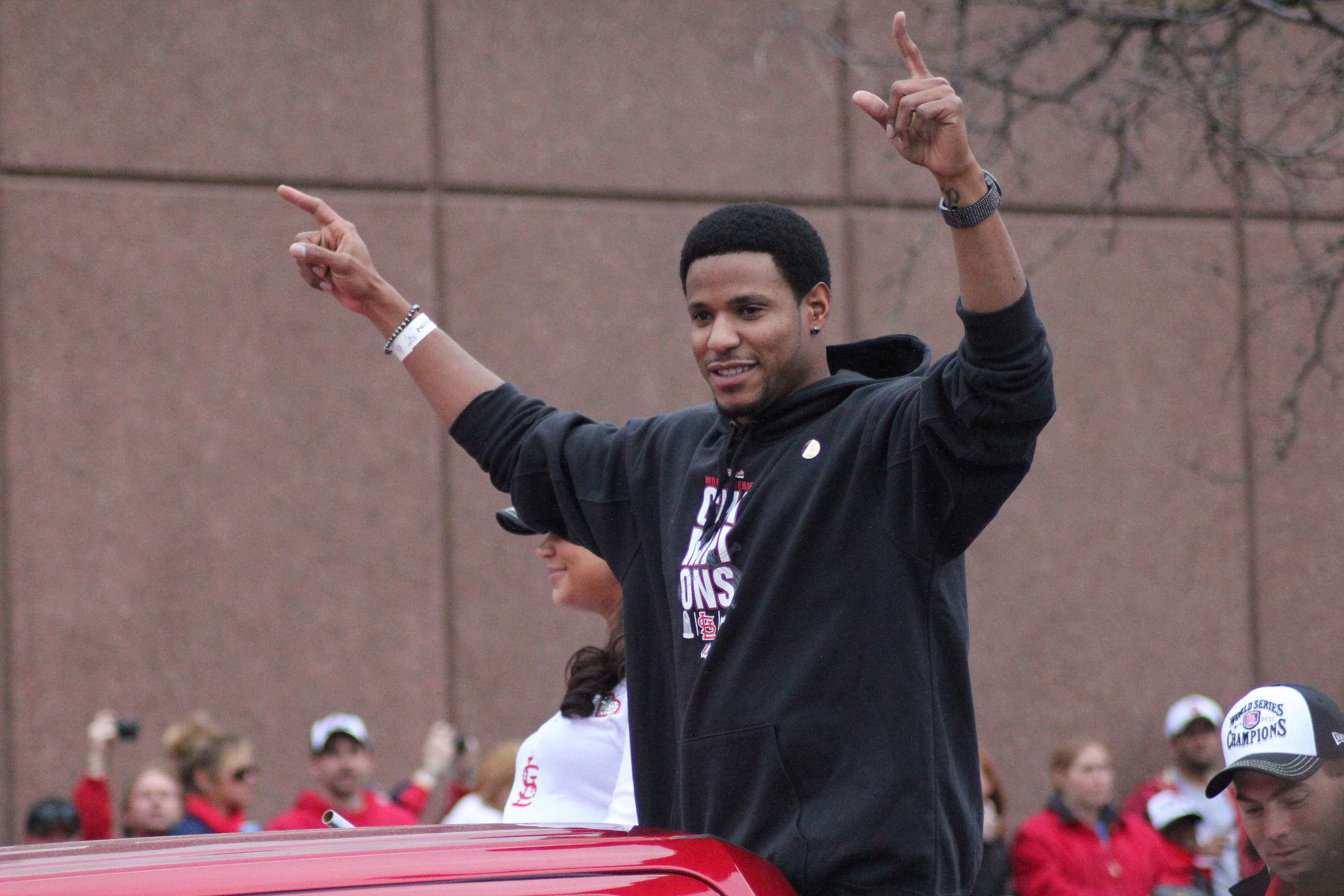
Edwin Jackson défile en 2011 avec les Cardinals, champions de la Série mondiale.

Le 27 juillet 2011, Jackson et le troisième but Mark Teahen sont échangés aux Blue Jays de Toronto en retour des lanceurs Jason Frasor et Zach Stewart. Deux heures plus tard, les Blue Jays transfèrent Jackson, le partant Marc Rzepczynski, le releveur Octavio Dotel et le voltigeur Corey Patterson aux Cardinals de Saint-Louis en retour du voltigeur Colby Rasmus et des lanceurs Brian Tallet, Trever Miller et P. J. Walters. 
Avec 12 départs et une sortie en relève, Jackson remporte cinq de ses sept décisions à son arrivée à Saint-Louis, pour qui il maintient durant cette période une moyenne de points mérités de 3,58. Il termine l'année avec une fiche de 12-9 et une moyenne de 3,79 au total pour Chicago et Saint-Louis. Il amorce les éliminatoires par une victoire en Série de divisions dans le 4e match contre Philadelphie qui voit les Cardinals éviter l'élimination et provoquer la tenue d'un ultime duel. À la ronde suivante, la Série de championnat de la Ligue nationale face aux Brewers de Milwaukee, il connaît deux mauvais départs mais ne reçoit pas de décision. Dans le 4e match de la Série mondiale 2011, Jackson n'a pas le meilleur sur Derek Holland, qui mène les Rangers du Texas vers une victoire de 4-0. Les Cardinals et Jackson remportent néanmoins le titre de la MLB quelques jours plus tard.

### Nationals de Washington
Le 2 février 2012, Jackson signe un contrat d'un an avec les Nationals de Washington. Jackson est en 2012 le vétéran d'une rotation de lanceurs partants talentueuse menée par les jeunes Stephen Strasburg, Gio Gonzalez et Jordan Zimmermann. Il aide le club à remporter son premier championnat de division avec 10 victoires en saison régulière. Il encaisse 11 revers et sa moyenne de points mérités se chiffre à 4,03 en 189 manches et deux tiers lancées en 31 départs. Il réussit un match complet. En séries éliminatoires, il débute la troisième match de la Série de divisions contre son ancienne équipe, les Cardinals, et le match se solde par un blanchissage de 8-0 et une défaite à la fiche de Jackson. Il vient lancer en relève dans le cinquième affrontement, accordant un point. Ce sera son dernier match joué avec les Nationals.

### Cubs de Chicago
Agent libre après la saison 2012, le vétéran Jackson signe le 2 janvier 2013 un contrat de 52 millions de dollars pour quatre ans avec les Cubs de Chicago.
En deux saisons et demie, il amorce 58 parties et joue 82 matchs des Cubs au total. Il est retiré de la rotation de lanceurs partants après deux premières saisons désastreuses. 
En 2013, il ne remporte que 8 victoires et perd un sommet dans les majeures de 18 matchs. En 31 départs et 175 manches et un tiers lancées, sa moyenne de points mérités s'élève à 4,98.
En 2014, Jackson remet une moyenne de points mérités de 6,33 en 140 manches et deux tiers lancées en 28 matchs, dont 27 comme partant.
Il est libéré par Chicago le 27 juillet 2015 après 24 sorties en relève et une honnête moyenne de 3,19 points mérités accordés en 31 manches de travail.
Au total, durant son séjour écourté chez les Cubs, Jackson montre une moyenne de points mérités de 5,37 en 347 manches, avec 16 victoires et 34 défaites.

### Braves d'Atlanta
Jackson rejoint les Braves d'Atlanta le 14 août 2015. Il maintient une moyenne de points mérités de 2,92 en 24 manches et deux tiers lancées en relève pour Atlanta, et termine sa saison 2015 avec une moyenne de 3,07 en 55 manches et deux tiers lancées au total pour les Cubs et les Braves.

### Marlins de Miami
Le 13 janvier 2016, Jackson signe un contrat d'un an avec les Marlins de Miami. Il est libéré de son contrat le 2 juin après 8 sorties difficiles en relève. 

### Padres de San Diego
Jackson retrouve un rôle de lanceur partant chez les Padres de San Diego, avec qui il complète sa saison 2016 par 13 départs. Sa moyenne de points mérités se chiffre à 5,89 en 73 manches et un tiers lancées.

### Orioles de Baltimore

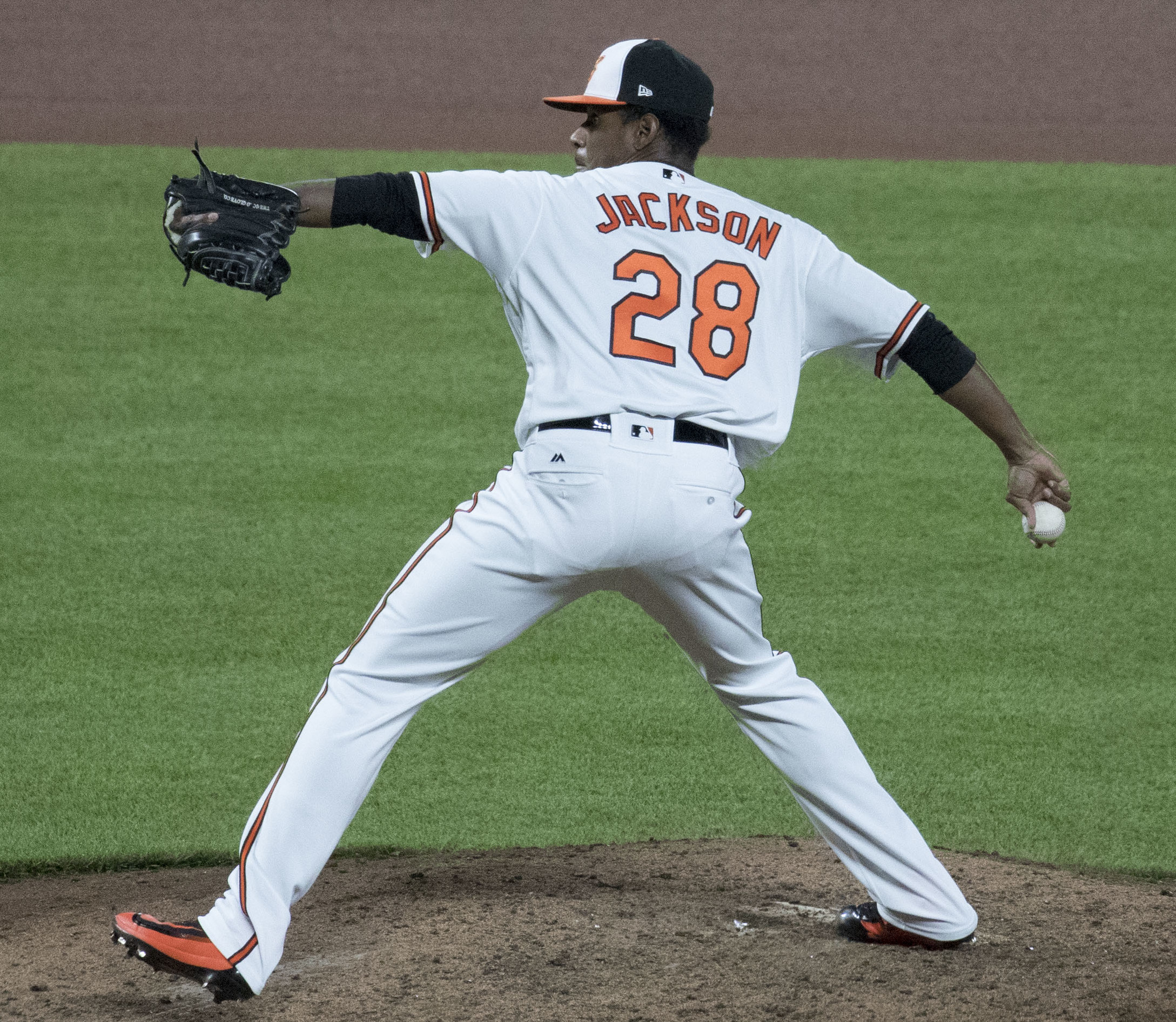
Jackson en juin 2017 au cours de son bref passage chez les Orioles de Baltimore.

Jackson apparaît dans 3 matchs des Orioles de Baltimore comme lanceur de relève en 2017.

### Retour à Washington
Libéré par Baltimore après seulement 3 matchs, Jackson signe un contrat des ligues mineures le 16 juin 2017 avec l'une de ses anciennes équipes, les Nationals de Washington.

## Statistiques
| Saison | Équipe     | G   | GS  | CG | SHO | V  | D  | SV | IP    | SO  | ERA  |
| ------ | ---------- | --- | --- | -- | --- | -- | -- | -- | ----- | --- | ---- |
| 2003   | LA Dodgers | 4   | 3   | 0  | 0   | 2  | 1  | 0  | 22.0  | 19  | 2,45 |
| 2004   | LA Dodgers | 8   | 5   | 0  | 0   | 2  | 1  | 0  | 24.2  | 16  | 7,30 |
| 2005   | LA Dodgers | 7   | 6   | 0  | 0   | 2  | 2  | 0  | 28.2  | 13  | 6,28 |
| 2006   | Tampa Bay  | 23  | 1   | 0  | 0   | 0  | 0  | 0  | 36.1  | 27  | 5,45 |
| 2007   | Tampa Bay  | 32  | 31  | 1  | 1   | 5  | 15 | 0  | 161.0 | 128 | 5,76 |
| 2008   | Tampa Bay  | 32  | 31  | 0  | 0   | 14 | 11 | 0  | 183.1 | 108 | 4,42 |
| 2009   | Détroit    | 33  | 33  | 1  | 0   | 13 | 9  | 0  | 214.0 | 161 | 3,62 |
| 2010   | Arizona    | 21  | 21  | 1  | 1   | 6  | 10 | 0  | 134.1 | 104 | 5,16 |
| 2010   | Chicago WS | 11  | 11  | 0  | 0   | 4  | 2  | 0  | 75.0  | 77  | 3,24 |
| Totaux | Totaux     | 171 | 142 | 3  | 2   | 48 | 51 | 0  | 879.1 | 653 | 4,62 |

| Saison | Équipe    | G | GS | CG | SHO | V | D | SV | IP  | SO | ERA  |
| ------ | --------- | - | -- | -- | --- | - | - | -- | --- | -- | ---- |
| 2008   | Tampa Bay | 3 | 0  | 0  | 0   | 0 | 0 | 0  | 4.1 | 5  | 2,08 |
| Totaux | Totaux    | 3 | 0  | 0  | 0   | 0 | 0 | 0  | 4.1 | 5  | 2,08 |

Note: G = Matches joués ; GS = Matches comme lanceur partant ; CG = Matches complets ; SHO = Blanchissages ; 
V = Victoires ; D = Défaites ; SV = Sauvetages ; IP = Manches lancées ; SO = retraits sur des prises ; ERA = Moyenne de points mérités.